# 秋田県立小坂高等学校
秋田県立小坂高等学校（あきたけんりつ こさかこうとうがっこう）は、秋田県鹿角郡小坂町にあった公立の高等学校。略称は坂高（さかこう）。
2024年3月、当校と鹿角市の花輪高等学校および十和田高等学校を統合した秋田県立鹿角高等学校の開校に伴い、閉校した。

## 設置学科
- 全日制課程
  - 普通科 - 定員は35人（1学級）
  - 産業工学科 - 定員は35人（1学級）

出典：

## 沿革
- 1916年（大正5年）4月10日 - 小坂町立小坂実科高等女学校として創立[3][4]。
- 1948年（昭和23年）4月1日 - 秋田県へ移管し、「秋田県立小坂高等学校」に改称[5][3]。
- 1978年（昭和53年）6月13日 - 新校舎を落成[3]。
- 2001年（平成13年）4月1日 - 環境技術科を開設[3]。
- 2003年（平成15年）4月1日 - 普通科に観光コースと教養コースを開設[3]。
- 2023年（令和5年）10月28日 - 統合記念式典を挙行[1]。
- 2024年（令和6年）3月31日 - 秋田県立鹿角高等学校への統合に伴い、閉校[4]。108年の歴史に幕を閉じる予定で、のべ1万1000人以上の生徒を送り出した[1][6]。

## 校訓
- 和親[7]

## 部活動

### 運動部
- スキー部
- 陸上競技部
- サッカー部
- バスケットボール部
- 卓球部
- 柔道部

### 文化部
- 吹奏楽部
- ビジネス部
- 電気部
- 写真部
- 茶華道部

出典：

## 著名な出身者
- 谷川聖 - （元AKB48チーム8）